# Very high frequency
Very High Frequency (abbreviato in VHF, in italiano "frequenza molto elevata") o onde ultracorte indica le onde radio comprese nello spettro elettromagnetico di frequenza tra 30 e 300 megahertz, pari a una lunghezza d'onda compresa tra circa rispettivamente 10 e 1 metro.
Questa banda è utilizzata per la maggior parte dai navigatori aeronautici VOR e delle comunicazioni aeronautiche civili, navali, delle forze di polizia e per la trasmissione di alcuni canali televisivi: in Italia, per esempio, Rai 1 in analogico ha utilizzato sin dal 1954 prevalentemente frequenze VHF, caratteristica in seguito ereditata dal RAI Mux 1 per il digitale terrestre e mantenuta fino al 2022.

## Utilizzo della banda
- 50 MHz: riservate all'attività di radioamatore;
- 70 MHz: riservate al servizio di emergenza, al soccorso alpino, al SRD e al Ministero della difesa;
- 88-108 MHz:  SRD e riservato al Ministero della difesa e alla radiodiffusione sonora in FM;
- 108-118 MHz: VOR aeronautici;
- 118-136 MHz: comunicazioni aeronautiche, così suddivise:
  - 118-121,3 MHz: Frequenze riservate al Servizio Mobile Aeronautico;
  - 121,5 MHz: Frequenza d'emergenza;
  - 121,7-121,975 MHz: Frequenze riservate alle comunicazioni aeroportuali di superficie;
  - 122-123,5 MHz: Frequenze riservate al Servizio Mobile Aeronautico;
  - 123,1 MHz: Frequenza ausiliaria SAR;
  - 123,15-136,975 MHz: Frequenze riservate al Servizio Mobile Aeronautico;
- 144-146 MHz: riservate all'attività di radioamatore e al ministero della difesa;

Segnali complessi contenenti tutte le frequenze di questa banda vengono impiegati per la magnetoterapia ad alta frequenza. Le frequenze comprese tra 48 e 82 megahertz sono riservate alle portanti televisive della prima e seconda banda VHF, mentre quelle tra 175 e 225 per analoghe funzioni nella terza banda VHF.

## Propagazione
Le comunicazioni in VHF sono dirette, cioè normalmente non vengono riflesse dagli strati alti dell'atmosfera, questa banda ha pertanto buona nitidezza ma portata relativamente breve a causa della curvatura terrestre e dell'eventuale presenza di ostacoli. Tuttavia in particolari condizioni, solitamente in tarda primavera e inizio estate, il verificarsi di un raro fenomeno denominato E sporadico, durante il quale lo strato "E" dell'atmosfera presenta fenomeni di ionizzazione, permette la comunicazione sporadica e a lunga distanza su questa banda, in genere non adatta a tale tipo di comunicazione. I radioamatori sono gli utilizzatori principali di questo tipo di propagazione poiché, non dovendo garantire nessun tipo di servizio, possono approfittare di questi rari momenti per effettuare collegamenti bilaterali senza l'uso di ripetitori. Il record attuale della maggior distanza di collegamento tra due stazioni è di 4431 kilometri, tra G3SMT e D4Z (il 25 settembre 2018).